# Oreodera inscripta
Oreodera inscripta là một loài bọ cánh cứng trong họ Cerambycidae.